# 交響曲K.45a
交響曲 ト長調 K. Anh. 221 (45a) は、ヴォルフガング・アマデウス・モーツァルトが作曲したと考えられる交響曲。『旧ランバッハ』の愛称で呼ばれており、通し番号を付けて交響曲 第7a番と表記されることもある。
1766年にデン・ハーグで書かれ、1767年に改定された。初版と改訂版の両方が現存している。

## 歴史と作曲者の同定

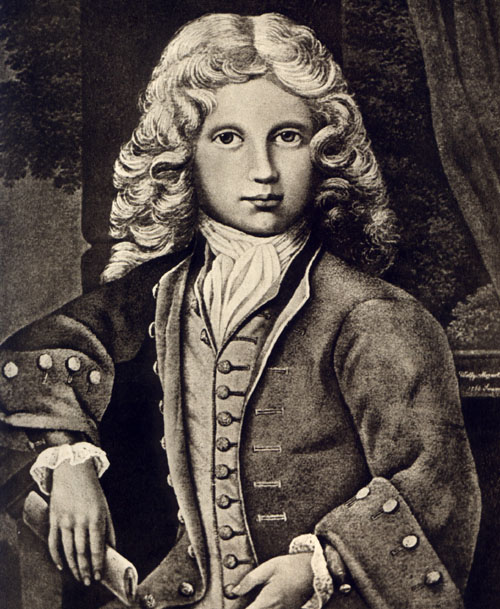
『交響曲K.45a』を書き上げ、改訂した1767年当時のモーツァルト《当時11歳》

1769年1月、モーツァルト一家はザルツブルクからウィーンへと向かう旅の途中、様々な場所に立ち寄る中で北オーストリアのランバッハ寺院に足を運んだ。バイエルンとオーストリアの修道院の習わしとして、ランバッハ寺院は旅行者に部屋と食事を提供し、小さなチャペルを礼拝と余興のために整備していた。この寄り道に関しては一家の書簡で触れられておらず、修道院に残された2つの草稿から窺い知ることができるのみである。
この2つの草稿は20世紀初頭に写譜（自筆譜ではない）の形でランバッハ寺院の文書保管庫から発見されたものであり、おそらくモーツァルト一家が施された歓待に対する返礼として贈ったものと思われる。そのうちの1つ『旧ランバッハ』は『Del Sigre: Wolfgango Mozart. Dono Authoris 4.ta Jan. [1]769』と題されており、一方で同日の日付となっているもう1作の『新ランバッハ』と呼ばれる交響曲はレオポルトの作品とされる。モーツァルト研究者のアルフレート・アインシュタインは『旧ランバッハ交響曲』は1767年から1768年のウィーン滞在中に書かれたものと推測し、K.45aという番号を与えてケッヘル目録に組み入れた。この分析はケッヘル目録の以降の版にも引き継がれることになった。目録のこれ以前の版では、本作品についてはブライトコプフ・ウント・ヘルテル社のカタログのインキピットに書かれているということ以外に知られておらず、K. Anh.221という番号を割り振られていた。
1964年、アンナ・アマリエ・アーベルトは2つのランバッハ交響曲の表紙が偶然入れ替わってしまったという、新しい仮説を提唱した。彼女の理論は両作品を丹念に検討し、また同時期にレオポルトとヴォルフガングが作曲したと知られている他の交響曲と比較した上で導かれたものだった。アーベルトの下した結論では『旧ランバッハ』がより「古風な様式」であり、美しさの点からも「良さが少ない」交響曲であるため、レオポルトこそが才能を感じられないこの楽曲の作曲者であるに違いないということになった。また、『旧ランバッハ』の第1楽章はレオポルトの他の交響曲の第1楽章と多くの形式的、様式的な類似点を有しており、それは『新ランバッハ』交響曲の第1楽章をヴォルフガングの他の交響曲の第1楽章と比較した場合も同様であった。加えて、『旧ランバッハ』第1楽章には主題がひとつしかなく、2小節のフレーズが多用されているという点からもレオポルトの作品であることが示唆され、一方でより連続性があり旋律の発想が多様な『新ランバッハ』はヴォルフガングの作品であろうと考えられた。これ以降、『新ランバッハ』交響曲がヴォルフガングの作品として出版され、モーツァルト交響曲全集の録音にも組み入れられた。
しかし、ザスローは以下の理由から元々考えられていた作曲者の方が正しいとする説を提唱した。
- 『新ランバッハ』交響曲のより連続的な旋律の発想はバロック時代後期にはよく見られた特徴であり、むしろ2小節のフレーズからなる『旧ランバッハ』は当時としてはより進んだ様式であった。
- 2つの原稿はザルツブルクの写譜屋であるエストリンガー（Estlinger）による複製であり、このため両曲はモーツァルト一家が1767年9月にウィーンへ発つ前に作曲されていたはずであることがわかる。また、これらの曲の作曲年代が早ければ早いほど、ヴォルフガングが「古風な様式」で作曲したという点についてより理解しやすくなる。
- 一家の大旅行を通じてヴォルフガングは多様な音楽様式を吸収しており、また彼自身もどのような様式にでも作曲できると主張している。
- 『旧ランバッハ』交響曲に「良さが少ない」、「才能が感じられない」からという理由でレオポルト作品であると決めつけるのは、彼の作曲家としての能力を過小評価するものである。
- ヴォルフガングが同時期に書いた交響曲である『第6番』、『第7番』および『第8番』は全てウィーンで書かれたものではないため、この交響曲がウィーンで作曲されたかどうかは疑わしい。
- 衒学的なレオポルトが、ザルツブルクの写譜屋によって表紙が偶然取り違えられるという間違いを見過ごし、これをいずれの時点でも訂正しないまま楽曲を演奏会で演奏して、さらにランバッハ寺院に寄贈するとは考えにくい。
- 1767年にレオポルトはヴォルフガングの初期交響曲6曲のコピーを作成し、ドナウエッシンゲンのヴェンゼル公（Wenzel）へ送っている。『旧ランバッハ』もおそらくこの中に含まれていたと考えられる。

1982年2月、レオポルトとヴォルフガングの姉のナンネルおよびその他の人物の筆跡による『旧ランバッハ』のオリジナルのパート譜が、ミュンヘンにあるバイエルン州立図書館から発見された。レオポルトはその表紙にヴォルフガングの名前と並べて「à la Haye 1766」と記していた。これは『旧ランバッハ』がデン・ハーグに滞在していた際にヴォルフガングによって書かれた楽曲であることを示唆しており、おそらく1766年3月11日に行われたウィレム5世のオランダ総督就任を祝うためであったと予想される。その後、一家は交響曲の楽譜を携えて旅を続け、ヴォルフガングはいくつかの修正を、特に内声部に関して施したのである。

## 楽器編成
オーボエ2、ホルン2、弦楽合奏
ファゴットとハープシコードを加えて低音を増強するとともに、通奏低音の役割を担わせて演奏する様式が一時期ハノーヴァー・バンドほかの演奏団体で、はやったことがある。この交響曲もそうやって演奏することが、かつて提唱された。

## 楽曲構成
全3楽章。演奏時間は約14分。
- 第1楽章 アレグロ・マエストーソ
ト長調、4分の4拍子、ソナタ形式。全84小節。

- 第2楽章 アンダンテ
ハ長調、4分の2拍子、ソナタ形式。全84小節。
- 第3楽章 プレスト（初版ではモルト・アレグロ）
ト長調、8分の3拍子、ソナタ形式。全112小節。